# اگنس برند لیهی
اگنس برند لیهی (انگلیسی: Agnes Brand Leahy؛ ‏ ۱۸ اوت ۱۸۹۳ – ۳۱ مارس ۱۹۳۴) فیلم‌نامه‌نویس بود.
از فیلم‌هایی که وی در آن‌ها نقش داشته است، می‌توان به ارابه‌های جنگی، مو قرمزی و تنها شجاعان اشاره نمود.